# 我被女生倒追，惹妹妹生氣了？
《我被女生倒追，惹妹妹生氣了？》（日语：俺が彼女に迫られて、妹が怒ってる？）是日本的輕小說。作者為野島研二，插畫為武藤此史。日本自2012年2月24日起由Media Factory於MF文庫J出版。台灣自同年10月26日由台灣角川代理出版，譯者為珂辰；簡體中文版預定由天闻角川代理發行，並由湖南美术出版社出版。小說全五集已於日本和台灣出版。

## 故事簡介
在一個「靈」存在的世界，一之瀨悠斗與一之瀨亞夢兄妹在經過一場意外後得到包括能看見靈等和靈有關的能力。原本他們除了用這些能力驅逐惡靈就過著和一般人幾乎無異的日子，直到一名少女除靈師櫻丘緋夜梨的出現讓他們的生活起了重大變化。

## 角色介紹
一之瀨悠斗
主角。自從因為車禍失去雙親，決定全力照顧好妹妹亞夢。和亞夢一起住在幸福公寓的103號。在連理學院就讀高中部。車禍以後可以看見靈，身體不會被惡靈所穿透，而且可以用拳頭摧毀惡靈並將這種攻擊稱為「爆風拳」。
一之瀨亞夢
悠斗的妹妹，和悠斗一起住在幸福公寓的103號。在失去父母後身邊的人只剩下悠斗，非常依戀悠斗，也會在意悠斗和其他女性的互動。當悠斗注意其他女性或者表現關係不尋常，她會表現出強硬的態度或者憤怒。在家中包辦所有家事。原本悠斗因為她負責擅長的料理而想要在打掃和洗衣多少幫點忙，但是被她搶過去做。早上除了準備早餐，還會叫悠斗起床。在連理學院就讀國中部並擔任國中部學生會長，成績相當優秀。車禍以後可以看見靈，另外還可以用靈言而讓自己的言語影響別人的意志。在第三集發展出對付惡靈的招式「燈瞳」。
櫻丘緋夜梨
屬於靈部省的除靈師。登場時屬於山茶花女子學院，不久轉入悠斗和亞夢就讀的連理學院並且搬到幸福公寓的102號居住。對悠斗提出限期交往，引起亞夢的激烈反應。對悠斗的態度相當強硬，有時候又會對悠斗講一些刺耳的話。口味有些異於常人，例如偏好味道相當澀的「究澀茶」。身上封印炎龍而提升靈力，武器是隨靈力成型的火焰之刃「徒櫻」。炎龍如果被釋放可以吞噬惡靈，徒櫻則是用來斬靈使其昇天。她也可以讓自己的靈脫離身體，用來探究別人的想法、發動靈言左右別人的意志，或者單純與看得見靈的人溝通。後來推薦悠斗和亞夢加入靈部省。悠斗救了亞夢以後，對悠斗的態度出現轉變，那之後就對悠斗越來越有好感，而目擊到悠斗與胭脂牽手也因此忌妒了，小說末卷時正式與悠斗交往。
黑桃
突變靈，被視為相當危險的惡靈。強烈想要變成人類，不斷獵食其它的靈或散播污染。一般是以穿禮服男子的外型出現，也會變成黑鳥飛行。
南條雀
屬於靈部省的除靈師。登場時屬於山茶花女子學院，不久轉入悠斗和亞夢就讀的連理學院。亞夢知道她要妨礙緋夜梨以後，曾經邀請她住到幸福公寓103號，不過在第二集已經搬到102號。和緋夜梨有看起來亦敵亦友的關係，稱緋夜梨為扭洛莉。可以讓靈附在自己身體。使用可以變形為各種武器的退魔用靈具「鵺震」。因與悠斗他們相處已久，所以對悠斗似乎也有好感。
胭脂
被指派為亞夢加入靈部省後的指導官。個性有些迷糊。擁有讓本體直接穿越障礙物的能力。有時候說話會重複某些句子，並說明重複的原因。稱緋夜梨為「炎災」，被緋夜梨稱為「水乙女」。以發射的水球為攻擊的武器。對悠斗似乎有好感，因此於小說第3卷與悠斗進行約會。
九十九里濱九九命
靈力保管部的部長，九十九里濱九九狼的孫女，比櫻丘緋夜梨小一歲。穿著哥德蘿莉風黑色洋裝，頭髮綁雙馬尾。散發詭異的氣氛，說著一之瀨悠斗等人無法理解的話並做著他們無法理解的事。又被南條雀稱為「呱呱命」。
聖誕玫瑰
其中一處魔街的管理者，外表如一位背著書包的女孩。本身是高等精靈，已經存在相當久的時間。被描述為靈力有神仙的等級。

## 用語
靈
生物的本質，尤其是人類。死後靈會脫離身體，正常的會在四十九天內昇天，否則會因為吸收現世的污穢化為惡靈。狀況比較特殊的情況像是如果本身還沒死亡，靈和身體會以一條靈線相連。或者像緋夜梨可以自行讓靈脫離身體行動。
惡靈
靈吸收現世污穢所化成，會製造災難。
靈部省
管理與靈相關事務的政府機構，之下有各部門。不過各部門之間獨來獨往的風氣相當強烈，也會因為工作的本質起衝突。
突變靈
一種特殊的靈，形成原因不明。目前出現過的突變靈而且是惡靈的黑桃表現出比一般惡靈還要難應付。
高等精靈
相當稀少的靈，本身有不受現世污穢影響的性質，也被排除在除靈對象之外。
墮正
一般的靈因為吸收現世污穢而變成惡靈的現象。
靈街
位於人界與靈界之間，靈聚集的場所。靈如果留在這裡，可以避免吸收現世的污穢。人類如果進入靈街，一般會有十分鐘失明。如果人類在靈街停留超過五個小時，會造成靈魂從肉體剝離。
徒櫻
櫻丘緋夜梨使用的退魔用武器，隨靈力成型的火焰之刃。
鵺震
南條雀使用的退魔用靈具，可以變形為各種武器。
連理學院
一之瀨悠斗與一之瀨亞夢兄妹就讀的學校。悠斗就讀高中部（高等部），亞夢就讀國中部（中等部）。
山茶花女子學院
櫻丘緋夜梨與南條雀就讀的名門女校。
幸福公寓
一之瀨兄妹居住的公寓。
魔街
突變靈聚集的場所，令在內的突變靈可以逐漸除去沾染的污穢。全國有三條魔街，其中一之瀨悠斗等人前往的魔街是只有女性靈聚集的區域，管理者為聖誕玫瑰。

## 出版書籍
| 集數 | Media Factory  | Media Factory          | 台灣角川       | 台灣角川               | 封面角色               |
| 集數 | 初版發售日期   | ISBN                   | 初版發售日期   | ISBN                   | 封面角色               |
| ---- | -------------- | ---------------------- | -------------- | ---------------------- | ---------------------- |
| 1    | 2012年2月24日  | ISBN 978-4-8401-4397-4 | 2012年10月26日 | ISBN 978-9-8628-7966-5 | 櫻丘緋夜梨             |
| 2    | 2012年6月25日  | ISBN 978-4-8401-4603-6 | 2013年2月27日  | ISBN 978-9-8632-5151-4 | 一之瀨亞夢             |
| 3    | 2012年11月22日 | ISBN 978-4-8401-4844-3 | 2013年8月9日   | ISBN 978-9-8632-5414-0 | 胭脂                   |
| 4    | 2013年2月25日  | ISBN 978-4-8401-4989-1 | 2013年10月25日 | ISBN 978-9-8632-5642-7 | 南條雀                 |
| 5    | 2013年6月25日  | ISBN 978-4-8401-5231-0 | 2014年2月21日  | ISBN 978-9-8632-5792-9 | 櫻丘緋夜梨、一之瀨亞夢 |

## 備註
1. ↑  天闻角川近期取得作品授权明细（2013年3月更新） 的存檔，存档日期2013-09-18. （简体中文）

## 外部連結
- 日版小說第一集介紹頁面 （页面存档备份，存于） （日語）
- 台版小說第一集介紹頁面 （页面存档备份，存于） （繁體中文）